# Число Фруда
Число́ Фру́да ({\displaystyle \mathrm {Fr} }) — характеристичне число та один з критеріїв подібності руху рідин і газів. Це число є безрозмірнісною величиною. Застосовується у випадках, коли істотною є дія зовнішніх сил, наприклад, сили тяжіння. Уведено Вільямом Фрудом (англ. William Froude) у 1870.

## Число Фруда у гідродинаміці
Число Фруда характеризує співвідношення між силою інерції і зовнішньою силою, у полі якої відбувається рух, що діють на елементарний об'єм рідини або газу:
{\displaystyle \mathrm {Fr} ={\frac {v^{2}}{gL}},}
де {\displaystyle v} — характерна швидкість, {\displaystyle g} — прискорення, що характеризує дію зовнішньої сили, {\displaystyle L} — характерний розмір області, у якій розглядається течія.
Наприклад, при розгляді течії рідини у трубі в полі сили тяжіння, то під величиною {\displaystyle g} мається на увазі прискорення вільного падіння, під величиною {\displaystyle v} — швидкість потоку, а за {\displaystyle L} можна приймати довжину труби або її діаметр.

## Число Фруда у суднобудуванні
В суднобудуванні використовується інша версія числа Фруда — корінь квадратний із приведеного вище гідродинамічного числа Фруда:
{\displaystyle \mathrm {Fr_{shipping}} ={\sqrt {Fr}}={\frac {v}{\sqrt {gL}}},}
де {\displaystyle v} — швидкість, {\displaystyle g} — прискорення вільного падіння, {\displaystyle L} — довжина судна по ватерлінії.
Число Фруда дозволяє порівнювати умови хвилеутворення для суден різного розміру.
Наприклад, якщо модель судна виконана в масштабі 1:100, то її потрібно буксирувати з швидкістю, в 10 разів меншою за швидкість судна з натуральними розмірами, щоб отримати такі ж хвилі, що і для великого судна, але в масштабі 1:100.
Для суден великої тоннажності число Фруда зазвичай дорівнює 0,2…0,3, а для малих суден воно може перевищувати 1.
Також Число Фруда застосовують при моделюванні руху води у відкритих руслах і випробуваннях моделей гідротехнічних споруд. Крім того, число Фруда — критерій технологічних можливостей зневоднювальних центрифуг.

## Число Фруда в теплообміні
В теплообміні критерій Фруда також характеризує співвідношення між силою інерції і силою тяжіння, але записується дещо по-іншому:
{\displaystyle \mathrm {Fr} ={\frac {gl}{w^{2}}},}
де {\displaystyle g} — прискорення вільного падіння, {\displaystyle l} — визначальний (характерний) розмір, {\displaystyle w} — швидкість потоку рідини або газу.